# Chitrino
Chitrino (bułg. Хитрино) – wieś w Bułgarii, w obwodzie Szumen, centrum administracyjne gminy Chitrino. W 2024 roku liczyła 884 mieszkańców.

## Opis
Do 1995 roku była nazywała się Gara Chitrino. Miejscowość jest zamieszkana niemal w całości przez miejscową ludność turecką. Większość mieszkańców wsi to muzułmanie. We wsi zbudowano meczet. Pierwsza publiczna szkoła podstawowa im. Petyra Barona, powstała 1 września 1920 roku.

## Osoby związane z miejscowością

### Urodzeni
- Georgi Donew (1884–1948) – bułgarski reżyser